# Disenochus aterrimus
Disenochus aterrimus är en skalbaggsart som beskrevs av Sharp 1903. Disenochus aterrimus ingår i släktet Disenochus och familjen jordlöpare. Inga underarter finns listade i Catalogue of Life.